# Vlaamse Aardbeiencross
De Vlaamse Aardbeiencross is een veldritwedstrijd georganiseerd in het Kempense Merksplas in België. De cross maakt sinds 1998 deel uit van de Superprestige veldrijden. Oorspronkelijk werd de wedstrijd verreden in Hoogstraten. Tussen 1993 en 1997 behoorde het tot de GvA Trofee. In 1997 won Paul Herygers in Hoogstraten, op 1 van de vorige parcours, het Belgisch kampioenschap veldrijden. 
In 2024 vond de 37e en laatste editie plaats. De organisator, Vzw De Hoogstraatse Spurters, gooide de handdoek in de ring nadat ze al enkele jaren geconfronteerd werden met financiële problemen en een magere opkomst.

## Erelijst

### Mannen elite
| Datum           | Klassement    | Cat. | Winnaar                        | Tweede                         | Derde                          |
| --------------- | ------------- | ---- | ------------------------------ | ------------------------------ | ------------------------------ |
| ↓ Merksplas ↓   |               |      |                                |                                |                                |
| 16/11/2024      | Superprestige | C1   | Laurens Sweeck                 | Toon Aerts                     | Lars van der Haar              |
| 18/11/2023      | Superprestige | C1   | Joris Nieuwenhuis              | Eli Iserbyt                    | Niels Vandeputte               |
| 19/11/2022      | Superprestige | C1   | Laurens Sweeck                 | Lars van der Haar              | Michael Vanthourenhout         |
| 20/11/2021      | Superprestige | C1   | Eli Iserbyt                    | Quinten Hermans                | Laurens Sweeck                 |
| 21/11/2020      | Superprestige | C2   | Michael Vanthourenhout         | Eli Iserbyt                    | Laurens Sweeck                 |
| 09/02/2020      | Superprestige | C2   | Niet verreden door storm Ciara | Niet verreden door storm Ciara | Niet verreden door storm Ciara |
| ↓ Hoogstraten ↓ |               |      |                                |                                |                                |
| 10/02/2019      | Superprestige | C1   | Mathieu van der Poel           | Toon Aerts                     | Corné van Kessel               |
| 11/02/2018      | Superprestige | C1   | Mathieu van der Poel           | Laurens Sweeck                 | David van der Poel             |
| 05/02/2017      | Superprestige | C1   | Mathieu van der Poel           | Wout van Aert                  | Kevin Pauwels                  |
| 07/02/2016      | Superprestige | C1   | Mathieu van der Poel           | Wout van Aert                  | Tom Meeusen                    |
| 08/02/2015      | Superprestige | C1   | Mathieu van der Poel           | Kevin Pauwels                  | Wout van Aert                  |
| 09/02/2014      | Superprestige | C1   | Sven Nys                       | Klaas Vantornout               | Niels Albert                   |
| 10/02/2013      | Superprestige | C1   | Sven Nys                       | Klaas Vantornout               | Kevin Pauwels                  |
| 05/02/2012      | Superprestige | C1   | Tom Meeusen                    | Kevin Pauwels                  | Sven Nys                       |
| 06/02/2011      | Superprestige | C1   | Sven Nys                       | Niels Albert                   | Kevin Pauwels                  |
| 01/11/2009      | Superprestige | C1   | Niels Albert                   | Zdeněk Štybar                  | Sven Nys                       |
| 08/02/2009      | Superprestige | C1   | Sven Nys                       | Niels Albert                   | Bart Wellens                   |
| 03/02/2008      | Superprestige | C1   | Niels Albert                   | Zdeněk Štybar                  | Sven Vanthourenhout            |
| 04/02/2007      | Superprestige | C1   | Sven Nys                       | Richard Groenendaal            | Gerben de Knegt                |
| 05/02/2006      | Superprestige | C1   | Sven Nys                       | Erwin Vervecken                | Sven Vanthourenhout            |
| 2004            | Superprestige |      | Erwin Vervecken                | Sven Vanthourenhout            | Davy Commeyne                  |
| 2003            | Superprestige |      | Erwin Vervecken                | Tom Vannoppen                  | Bart Wellens                   |
| 2002            | Superprestige |      | Sven Nys                       | Arne Daelmans                  | Bart Wellens                   |
| 2001            | Superprestige |      | Erwin Vervecken                | Mario De Clercq                | Sven Nys                       |
| 2000            | Superprestige |      | Mario De Clercq                | Richard Groenendaal            | Sven Nys                       |
| 1999            | Superprestige |      | Sven Nys                       | Bart Wellens                   | Richard Groenendaal            |
| 1998            | GvA Trofee    |      | Bart Wellens                   | Erwin Vervecken                | Daniele Pontoni                |
| 1997            | GvA Trofee    |      | Peter Willemsens               | Richard Groenendaal            | Adrie van der Poel             |
| 1996            | GvA Trofee    |      | Paul Herygers                  | Mario De Clercq                | Arne Daelmans                  |
| 1995            | GvA Trofee    |      | Paul Herygers                  | Peter Willemsens               | Arne Daelmans                  |
| 1994            | GvA Trofee    |      | Peter Willemsens               | Paul Herijgers                 | Arne Daelmans                  |
| 1993            |               |      | Paul Herygers                  | Danny De Bie                   | Peter Willemsens               |
| 1992            |               |      | Gustaaf Van Bouwel             |                                |                                |
| 1991            |               |      | Dirk Pauwels                   | Rudy Thielemans                | Frank van Bakel                |
| 1990            |               |      | Wim Lambrechts                 |                                |                                |
| 1989            |               |      | Kurt De Roose                  |                                |                                |
| 1988            |               |      | Wim Lambrechts                 |                                |                                |
| 1987            |               |      | Wim Lambrechts                 |                                |                                |

### Vrouwen elite
| Datum           | Klassement    | Cat. | Winnaar                        | Tweede                         | Derde                          |
| --------------- | ------------- | ---- | ------------------------------ | ------------------------------ | ------------------------------ |
| ↓ Merksplas ↓   |               |      |                                |                                |                                |
| 16/11/2024      | Superprestige | C1   | Ceylin del Carmen Alvarado     | Lucinda Brand                  | Marie Schreiber                |
| 18/11/2023      | Superprestige | C1   | Ceylin del Carmen Alvarado     | Lucinda Brand                  | Marion Norbert-Riberolle       |
| 19/11/2022      | Superprestige | C1   | Ceylin del Carmen Alvarado     | Denise Betsema                 | Inge van der Heijden           |
| 20/11/2021      | Superprestige | C1   | Lucinda Brand                  | Annemarie Worst                | Denise Betsema                 |
| 21/11/2020      | Superprestige | C2   | Lucinda Brand                  | Denise Betsema                 | Ceylin del Carmen Alvarado     |
| 09/02/2020      | Superprestige | C2   | Niet verreden door storm Ciara | Niet verreden door storm Ciara | Niet verreden door storm Ciara |
| ↓ Hoogstraten ↓ |               |      |                                |                                |                                |
| 10/02/2019      | Superprestige | C1   | Sanne Cant                     | Annemarie Worst                | Denise Betsema                 |
| 11/02/2018      | Superprestige | C1   | Sanne Cant                     | Maud Kaptheijns                | Helen Wyman                    |
| 05/02/2017      | Superprestige | C1   | Sophie de Boer                 | Helen Wyman                    | Ellen Van Loy                  |
| 07/02/2016      | Superprestige | C1   | Sanne Cant                     | Sophie de Boer                 | Nikki Harris                   |
| 08/02/2015      | Superprestige | C1   | Sanne Cant                     | Helen Wyman                    | Jolien Verschueren             |
| 09/02/2014      | Superprestige | C1   | Nikki Harris                   | Sanne Cant                     | Jolien Verschueren             |
| 10/02/2013      | Superprestige | C1   | Sanne Cant                     | Ellen Van Loy                  | Sabrina Stultiens              |
| 05/02/2012      | Superprestige | C1   | Daphny van den Brand           | Nikki Harris                   | Pavla Havlíková                |

### Mannen beloften
| Datum      | Klassement    | Winnaar           | Tweede                 | Derde                  |
| ---------- | ------------- | ----------------- | ---------------------- | ---------------------- |
| 10/02/2019 | Superprestige | Niet gehouden     | Niet gehouden          | Niet gehouden          |
| 11/02/2018 | Superprestige | Eli Iserbyt       | Thijs Aerts            | Jens Dekker            |
| 05/02/2017 | Superprestige | Joris Nieuwenhuis | Eli Iserbyt            | Quinten Hermans        |
| 07/02/2016 | Superprestige | Eli Iserbyt       | Daan Soete             | Quinten Hermans        |
| 08/02/2015 | Superprestige | Laurens Sweeck    | Michael Vanthourenhout | Diether Sweeck         |
| 09/02/2014 | Superprestige | Wout Van Aert     | Toon Aerts             | Michael Vanthourenhout |
| 10/02/2013 | Superprestige | Wietse Bosmans    | Gianni Vermeersch      | Toon Aerts             |
| 05/02/2012 | Superprestige | Laurens Sweeck    | Tim Merlier            | Mike Teunissen         |
| 06/02/2011 | Superprestige | Vincent Baestaens | Jim Aernouts           | Joeri Adams            |

### Mannen junioren
| Datum      | Klassement    | Winnaar              | Tweede             | Derde                   |
| ---------- | ------------- | -------------------- | ------------------ | ----------------------- |
| 10/02/2019 | Superprestige | Thibau Nys           | Ryan Cortjens      | Witse Meeussen          |
| 11/02/2018 | Superprestige | Ryan Kamp            | Niels Vandeputte   | Pim Ronhaar             |
| 05/02/2017 | Superprestige | Jelle Camps          | Thymen Arensman    | Ryan Kamp               |
| 07/02/2016 | Superprestige | Jens Dekker          | Florian Vermeersch | Seppe Rombouts          |
| 08/02/2015 | Superprestige | Eli Iserbyt          | Johan Jacobs       | Max Gulickx             |
| 09/02/2014 | Superprestige | Yannick Peeters      | Johan Jacobs       | Thijs Aerts             |
| 10/02/2013 | Superprestige | Mathieu van der Poel | Martijn Budding    | Thijs Aerts             |
| 05/02/2012 | Superprestige | Mathieu van der Poel | Wout Van Aert      | Quentin Jauregui        |
| 06/02/2011 | Superprestige | Diether Sweeck       | Laurens Sweeck     | Douwe Verberne          |
| 08/02/2009 | Superprestige | Wietse Bosmans       | Tijmen Eising      | Michiel van der Heijden |